# Hyloxalus anthracinus
Hyloxalus anthracinus es una especie de anfibio anuro de la familia Dendrobatidae.

## Distribución geográfica
Es especie nativa de Ecuador y Perú. Habita en las provincias de Morona-Santiago, Zamora-Chinchipe y Azuay entre los 2710 y 3500 m sobre el nivel del mar en la Cordillera Oriental.

## Descripción
Hyloxalus anthracinus mide de 17.2 a 19.9 mm.

## Etimología
El nombre específico anthracinus proviene del latín anthracinus, que significa negro como el carbón, con referencia a la tinción ventral de los machos de esta especie.

## Publicación original
- Edwards, 1971 : Taxonomic notes on South American Colostethus with descriptions of two new species (Amphibia, Dendrobatidae). Proceedings of the Biological Society of Washington, vol. 84, n.º 18, p. 147-162[6]